# ارمنی‌های سوئیس
ارمنی‌های سوئیس (انگلیسی: Armenians in Switzerland)
سوئیسی-ارمنی‌ها شهروندان سوئیس با اصل و نسب ارمنی هستند. تعداد دقیق ارامنه در این کشور مشخص نیست، اما به‌طور غیررسمی تخمین زده می‌شود که حدود ۳۰۰۰ تا ۵۰۰۰ ارمنی در سوئیس زندگی می‌کنند.
اکثر ارامنه سوئیس اعضای کلیسای حواری ارمنی هستند که تحت صلاحیت صلاحیت کلیسای مقدس اچمیادزین قرار دارند. چهار منطقه کلیسا (tems) وجود دارد: ژنو، زوریخ، نوشاتل و لوگانو. کلیسای سنت هاگوپ در تروینکس / ژنو عمدتاً به غرب کشور خدمت می‌کند، در حالی که ارمنی‌های ساکن در بخش‌های شرقی مراسم مذهبی خود را در تعدادی از کلیساهای خواهر سوئیس انجام می‌دهند. همچنین تعداد کمتری از کاتولیک‌های ارمنی متعلق به کلیسای کاتولیک ارمنی و حتی تعداد کمتری از انجیلی‌های ارمنی وجود دارد.
مشابه بلژیک، سوئیس در اوایل قرن بیستم دارای «جامعه کوچک ارمنی» بود که عمدتاً در ژنو متمرکز بود «متشکل از متخصصان و بازرگانان». لوون نوروز در سپتامبر ۱۹۱۹ توسط دولت ارمنستان به عنوان «نماینده منافع ارمنیان در سوئیس» منصوب شد. در فوریه ۱۹۲۰، نوروز به عنوان «نماینده دیپلماتیک ارمنستان در ژنو» انتخاب شد، اما این امر توسط شورای فدرال سوئیس در انتظار به رسمیت شناختن قانونی ارمنستان توسط جامعه ملل یا قدرت‌های بزرگ غیرممکن شد. [۱]

## انجمن‌های ارمنی
تعدادی از انجمن‌های ارمنی در سوئیس فعالیت می‌کنند:
</link> (UAS) مطمئناً بزرگ‌ترین انجمن فعال ارمنی است. مستقر در ژنو، یک تورنمنت بین جوامع اروپایی سالانه در این شهر برگزار می‌کند.
AGBU - اتحادیه خیریه عمومی ارمنستان - ۱۲۱۱ ژنو، تأسیس در ۱۹۷۵
Union Arménienne de SuisseUnion Genérale Arménienne de Bienfaisance (UGAB)
HOM – Association de secours arménienne de Suisse با شعبه سوئیس که در سال ۲۰۰۶ تأسیس شد.
AVZ – Armenischer Verein Zürich در زوریخ در سال ۲۰۰۵ تأسیس شد.
Association des Dames Arméniennes - Genève - از سال ۱۹۸۶ دو زبانه Artzakank منتشر می‌کند به زبان فرانسوی و ارمنی
انجمن سوئیس-ارمنستان / Association Suisse-Arménie / Gesellschaft Schweiz-Armenien، یک سازمان اجتماعی بزرگ برای ارامنه در سوئیس.
Centre Arménien de Genève</link> مرکز اجتماعی در نزدیکی سنت هاگوپ.
دیاسپورای ارمنی
روابط ارمنستان و سوئیس
سفارت ارمنستان در سوئیس
مهاجرت به سوئیس
فهرست ارامنه